# Monedele euro germane
Euro (simbol EUR sau €) este moneda comună pentru majoritatea țărilor europene, care fac parte din Uniunea Europeană. Moneda Euro are două fețe diferite, una comună (fața "europeană", arătând valoarea monedei) și una națională ce conține un desen ales de către statul membru UE în care este emisă moneda. Fiecare stat are unul sau mai multe desene proprii. 
Pentru imagini cu fața comună și descrieri detaliate ale monedelor, vezi Monede euro.
Monedele Euro germane au pe fața lor națională trei desene diferite pentru fiecare din cele trei serii de valori. Monedele de 1, 2 și 5 cenți au fost desenate de Rolf Lederbogen, desenul pentru monedele de 10, 20 și 50 cenți este realizat de Reinhart Heinsdorff, iar cel pentru monedele de 1 și 2 euro a fost făcut de Heinz Hoyer și Sneschana Russewa-Hoyer. În fiecare desen se află cele 12 stele ale UE și anul emiterii.
| 0,01 €                                                    | 0,02 € | 0,05 € |
| --------------------------------------------------------- | ------ | --- |
|                                                           |        | |
| Frunza germană de stejar ce se afla și pe vechiul pfennig |        | |
| 0,10 €                                                    | 0,20 € | 0,50 € |
|                                                           |        | |
| Poarta Brandenburg ca simbol al diviziunii și al unității |        | |
| 1,00 €                                                    | 2,00 € | Marginea monedei de 2 €                                                                                       |
|                                                           |        | Pe margine sunt gravate cuvintele germane EINIGKEIT UND RECHT UND FREIHEIT (Unitate și dreptate și libertate) |
| Vulturul, simbol al suveranității germane                 |        | |